# Progetto Montauk
Il Progetto Montauk (in inglese Montauk Project) è una serie di esperimenti governativi segreti degli Stati Uniti (che si sarebbero svolti nella base di Camp Hero, ovvero nella Montauk Air Force Station nella località di Montauk, sull'isola di Long Island nello Stato di New York), con lo scopo di sviluppare procedure di guerra psicologica.
Non più utilizzata come base militare, la Montauk Air Force Station è stata aperta al pubblico per molti anni. Oggi, l'accesso pubblico al vecchio edificio militare è comunque proibito. Non esiste una versione definitiva delle storie e voci riguardanti il progetto, ma alcuni resoconti lo descrivono come un'estensione o continuazione dell'esperimento di Philadelphia. A causa della mancanza di prove verificabili il progetto Montauk è ritenuto semplicemente una leggenda metropolitana.

## Storia
Non si conosce con certezza quando sia stata la prima citazione del "Montauk Project", ma alcuni elementi della storia circolavano già sin dai primi anni ottanta. Un progetto militare segreto proprio a Montauk è descritto già nel 1956 dal celebre scrittore di fantascienza Frederik Pohl nel romanzo breve L'insidia del Glotch o Le navi di Pavlov.
Le storie al riguardo riferiscono che un esperimento della marina condotto nel 1943, il "Philadelphia Experiment" (a quei tempi sicuramente si sperimentavano e utilizzavano tecniche per demagnetizzare le navi in acciaio, in modo da renderle "invisibili" alle mine e siluri a spoletta magnetica, ma l'invisibilità ottica non viene mai menzionata) che nei racconti (mai supportati da dati certi) cercavano di rendere il cacciatorpediniere scorta USS Eldridge otticamente invisibile. In questi racconti, mai dimostrati, si afferma che l'esperimento diede risultati disastrosi, dovuti a un'ipotetica distorsione dello spazio-tempo. Anche se la storia circolava già negli anni cinquanta, gli scettici hanno vita facile quando fanno notare che nessuna delle affermazioni riguardanti il Philadelphia Experiment sia mai stata verificata, e che la storia si basava inizialmente sulla testimonianza del marinaio Carl Allen, dichiarato mentalmente "instabile".
Secondo i sostenitori dell'esistenza del Montauk Project, i ricercatori sopravvissuti al Philadelphia Experiment si riunirono di nuovo nel 1952-53. I ricercatori volevano riprendere i loro vecchi lavori riguardanti la manipolazione dello "scudo elettromagnetico" che sarebbe stato usato per rendere lo USS Eldridge otticamente invisibile, e poter continuare a investigare le possibili applicazioni militari della distorsione del campo magnetico anche come dispositivo per la guerra psicologica.
La località venne riaperta al pubblico il 18 settembre del 2002, come "Camp Hero State Park". La torre del radar è stata dichiarata parte del National Register of Historic Places. Esistono piani per un museo ed un centro di studi, che si centrerà sulla storia della seconda guerra mondiale e della guerra fredda. Nel luglio del 2008, il corpo di un animale non identificato venne scoperto sul bagnasciuga della spiaggia Montauk beach. Persone non identificate hanno immesso in internet fotografie del cosiddetto "mostro di Montauk", inducendo così i media nazionale a fornire una serie di ipotesi speculative sulla natura del misterioso essere. Alcune fonti l'hanno considerata come la carcassa parzialmente mangiucchiata, edematosa e in decomposizione di un cane o di un procione, ma in realtà l'animale non è stato ancora identificato con sicurezza.

## Le teorie del complotto
Alcune persone, studiose dell'ambito del paranormale ed appassionati di pseudoscienza, sosterrebbero da diversi anni senza alcuna prova che si svolgano ricerche di fisica applicata all'utilizzo militare estremo, tra queste il viaggio nel tempo, il viaggio nell'iperspazio, l'invisibilità alla luce visibile, al radar e agli infrarossi.
La vicenda è stata dibattuta anche nell'ambito delle teorie del complotto, ma causa della mancanza di prove verificabili il progetto Montauk è ritenuto semplicemente una leggenda metropolitana.

## Influenza mediatica

### Narrativa
- Il romanzo breve di fantascienza di Frederik Pohl del 1956 L'insidia del Glotch o Le navi di Pavlov (Slave Ship) è in buona parte incentrato su un "progetto Mako" top secret presso la base di Montauk, in cui si svolgono esperimenti segreti per apprendere e utilizzare il linguaggio degli animali a scopo bellico.[1]
- Preston B. Nichols e Peter Moon hanno scritto una serie di libri basati sulla dichiarazioni di Nichols riguardanti il suo coinvolgimento nell'ipotetico Montauk Project.
- Nel romanzo La cresta dell'onda (Bleeding Edge, 2013) di Thomas Pynchon, la protagonista Maxine Tarnow, entrata in un passaggio segreto sotto una casa vacanze di Hamptons, si ritrova in un corridoio che conduce all'area del vecchio Progetto Montauk; fugge quando le sembra di distinguere nell'oscurità un essere dall'aspetto vagamente umano.

### Film e televisione
Il progetto "Montauk Project" è apparso in molti show televisivi e pellicole:
- Un numero del giornale "Pulse" del 2005[2] rende noto che il film Se mi lasci ti cancello, con Jim Carrey, raffigurante la manipolazione della memoria, è stato filmato a Montauk (Stato di New York).
- Il film Philadelphia Experiment segue le ipotetiche avventure di due marinai della US Navy nello spazio-tempo, che tratta anche del Montauk Project.
- Il serial TV Stargate SG-1 contiene alcune similitudini con questa storia (viaggio nel tempo e nello spazio con "portali di energia" in luoghi militari segreti; alieni che attaccano via i portali; guerra segreta tra la Terra e gli alieni, ecc.).
- La 'sedia progettata dagli alieni' per aumentare i poteri della mente ricorda un dispositivo nel film di fantascienza del 1956 Forbidden Planet.
- Il film del 2007, The Signal, tratta di uno strano segnale inviato per via televisiva e telefonica. Il segnale provoca schizofrenia paranoide, facendo pensare alle persone che dovevano uccidere o essere uccise, senza essere provocate.
- Il telefilm Fringe nella puntata 12 della terza stagione ("Il Progetto Elephant") racconta di una città i cui abitanti sono rimasti sfigurati dall'impulso di un'antenna che avrebbe dovuto renderli invisibili.
- La serie tv Stranger Things è ispirata alle storie del progetto Montauk.[3].

### Musica
- L'album Strange Cargo Hinterland (1995) di William Orbit include la canzone Montauk Point, forse ispirata dal mito del Montauk Project.
- L'album Of One Blood (2000) di Shadows Fall include a canzone intitolata Montauk.
- La band Bayside ha scritto una canzone intitolata Montauk.

### Videogiochi e RPG
- Nel videogioco Half-Life è presente una struttura sotterranea nota come Black Mesa, che viene attaccata da creature inter-dimensionali tramite un portale.
- Il Montauk è un centro di comando sotterraneo per la "Fratellanza di Nod" nel videogioco Tiberian Sun.
- Nel RPG Il richiamo di Cthulhu c'è uno scenario riguardante un'investigazione del congresso dopo un attacco di alieni durante dei test del Montauk Project.